# Salas (distrito de Ica)
Salas é um distrito do Peru, departamento de Ica, localizada na província de Ica.

## Transporte
O distrito de Salas não é servido pelo sistema de estradas terrestres do Peru.